# Cheiloclinium belizense
Cheiloclinium belizense là một loài thực vật có hoa trong họ Dây gối. Loài này được (Standl.) A.C.Sm. mô tả khoa học đầu tiên năm 1940.